# The Hunt for Red October
The Hunt for Red October (prt: Caça ao Outubro Vermelho; bra: A Caçada ao Outubro Vermelho) é um filme americano de suspense de espionagem lançado em 1990, dirigido por John McTiernan e com roteiro de Larry Ferguson e Donald Stewart. É estrelado por Sean Connery, Alec Baldwin, Scott Glenn, James Earl Jones e Sam Neill, e baseado no livro best-seller A Caçada ao Outubro Vermelho, de Tom Clancy.
No 63º Oscar, o filme foi premiado com o Oscar de Melhor Edição de Som, junto com indicações para Melhor Mixagem de Som e Melhor Edição de Filme. A Caçada ao Outubro Vermelho recebeu resenhas positivas da crítica e foi o sexto filme americano de maior bilheteria do ano, gerando US$ 122 milhões na América do Norte e mais de US$ 200 milhões em todo o mundo. Caça ao Outubro Vermelho seria o primeiro de uma série de filmes com o personagem Jack Ryan, depois interpretado por Harrison Ford, Ben Affleck e Chris Pine.

## Sinopse
Em novembro de 1984, o melhor capitão de submarino da União Soviética viola ordens e dirige-se para os Estados Unidos num novo submarino indetectável. A CIA e os militares norte-americanos devem determinar rapidamente: ele está a tentar desertar ou a iniciar uma guerra?

## Elenco
Abaixo a tabela do elenco:
| Ator               | Personagem                         | Alinhamento             | Detalhes                                                        |
| ------------------ | ---------------------------------- | ----------------------- | --------------------------------------------------------------- |
| Sean Connery       | Capitão Mark Ramius                | Protagonista principal  | Oficial comandante do Outubro Vermelho                          |
| Alec Baldwin       | Dr. Jack Ryan                      | Protagonista principal  | Analista da CIA                                                 |
| Scott Glenn        | Comandante Bart Mancuso            | Protagonista secundário | Oficial comandante do USS Dallas                                |
| Sam Neill          | Capitão Vasily Borodin             | Personagem secundário   | Imediato do Outubro Vermelho                                    |
| James Earl Jones   | Vice-Almirante Jim Greer           | Personagem secundário   | Diretor da CIA                                                  |
| Joss Ackland       | Embaixador Andrei Lysenko          | Personagem secundário   | Embaixador soviético nos Estados Unidos                         |
| Richard Jordan     | Dr. Jeffrey Pelt                   | Personagem secundário   | Conselheiro de Segurança Nacional                               |
| Peter Firth        | Tenente-Sênior Ivan Putin          | Personagem secundário   | Comissário político do Outubro Vermelho                         |
| Tim Curry          | Tenente-Sênior Dr. Yevgeniy Petrov | Personagem secundário   | Oficial médico-chefe do Outubro Vermelho                        |
| Courtney B. Vance  | Técnico de Sonar Ronald Jones      | Protagonista secundário | Operador de sonar do USS Dallas                                 |
| Stellan Skarsgård  | Capitão Viktor Tupolev             | Antagonista secundário  | Oficial comandante do VK Konovalov                              |
| Ronald Guttman     | Tenente Senior Melekhin            | Personagem secundário   | Engenheiro-chefe do Outubro Vermelho                            |
| Michael Welden     | Capitão-Tenente Gregoriy Kamarov   | Personagem secundário   | Navegador do Outubro Vermelho                                   |
| Boris Lee Krutonog | Tenente-Sênior Victor Slavin       | Personagem secundário   | Piloto-chefe do Outubro Vermelho                                |
| Jeffrey Jones      | Capitão Tyler                      | Personagem secundário   | Engenheiro naval                                                |
| Timothy Carhart    | Tenente Bill Steiner               | Personagem secundário   | Timoneiro do mini-submarino                                     |
| Anthony Peck       | Tenente-Comodoro Thompson          | Personagem secundário   | Imediato do USS Dallas                                          |
| Larry Ferguson     | Watson                             | Personagem secundário   | Chefe do barco do USS Dallas                                    |
| Fred Thompson      | Contra-Almirante Joshua Painter    | Personagem secundário   | Comandante do Grupo de Batalha do USS Enterprise                |
| Daniel Davis       | Capitão Charlie Davenport          | Personagem secundário   | Oficial comandante do USS Enterprise                            |
| Sven-Ole Thorsen   | Suboficial soviético               | Personagem secundário   | Chefe do barco do Outubro Vermelho                              |
| Gates McFadden     | Dra. Caroline Ryan                 | Personagem secundária   | Esposa do Jack Ryan                                             |
| Louise Borras      | Sally Ryan                         | Personagem secundária   | Filha do Jack Ryan                                              |
| Tomas Arana        | Igor Loginov                       | Antagonista principal   | Um agente do GRU infiltrado como cozinheiro do Outubro Vermelho |

## Produção

### Desenvolvimento

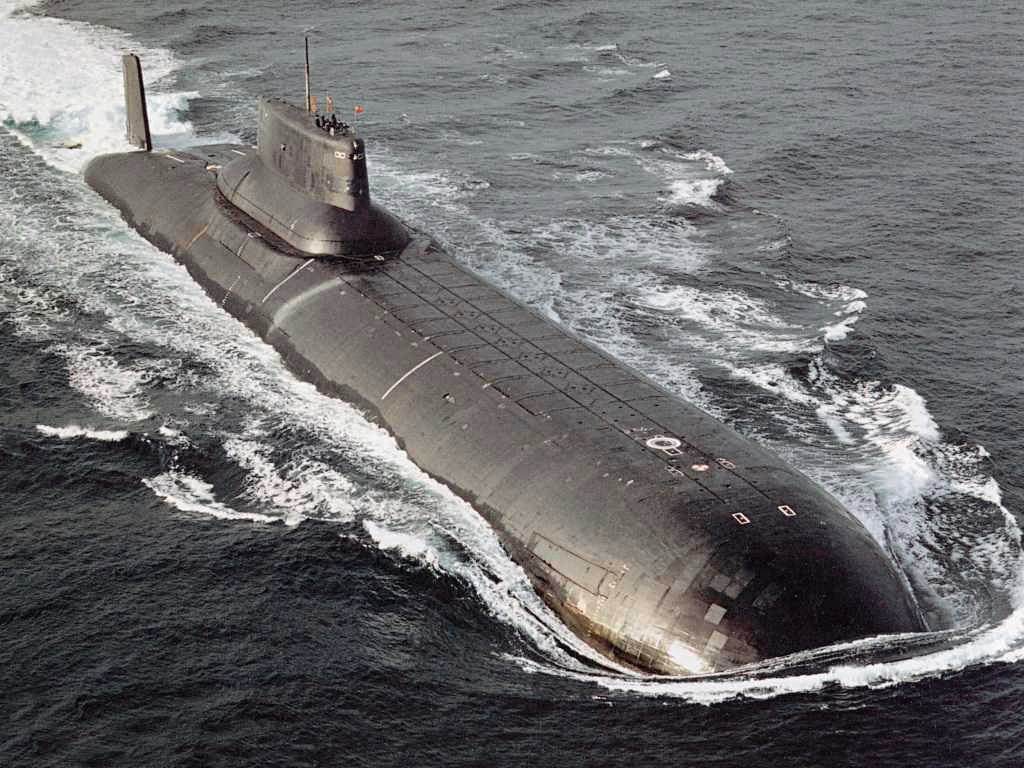
Submarino soviético TK-17 da classe Typhoon, o Outubro Vermelho é uma melhoria fictícia desta classe.

O produtor Mace Neufeld optou pelo romance de Tom Clancy depois de ler as provas impressas em fevereiro de 1985. Apesar do livro ter se tornado um best-seller, nenhum estúdio de Hollywood se interessou por causa de seu conteúdo. Neufeld disse: "Li alguns dos relatórios de outros estúdios e a história era muito complicada para entender". Depois de um ano e meio, ele finalmente conseguiu que um executivo de alto nível da Paramount Pictures lesse o romance de Clancy e concordasse em transformá-lo em filme. Os roteiristas Larry Ferguson e Donald Stewart trabalharam no roteiro enquanto Neufeld procurava a Marinha dos EUA para aprovação. Eles temiam que informações ou tecnologias ultrassecretas pudessem ser reveladas. No entanto, vários almirantes gostaram do livro de Clancy e argumentaram que o filme poderia fazer pelos submarinistas o que Top Gun fez pelos pilotos de caça a jato da Marinha. O Capitão Michael Sherman, diretor do escritório de informação regional oeste da Marinha em Los Angeles, sugeriu mudanças no roteiro que apresentariam a Marinha de uma forma positiva.
A Marinha deu aos cineastas acesso a vários submarinos da classe Los Angeles, permitindo-lhes fotografar seções que não fossem secretas dos submarinos USS Chicago e USS Portsmouth para utilização em cenários. O USS Louisville foi usado para a cena em que Alec Baldwin é lançado de um helicóptero para o submarino. Os principais membros do elenco e da equipe viajaram em submarinos, incluindo Alec Baldwin e Scott Glenn, que fizeram uma viagem noturna a bordo do USS Salt Lake City comandado pelo então Comandante Thomas B. Fargo; em quem Scott Glenn baseou sua interpretação do Comandante Bart Mancuso. O submarino usado para seguir o Outubro Vermelho foi o submarino de ataque rápido nuclear USS Dallas, apelidado The Big D; que foi oficialmente desativado pela Marinha americana em 7 de dezembro de 2017, após 36 anos de serviço, na Base Naval de Kitsap-Bangor, em Washington.
O filme é uma adaptação um tanto fiel do romance de Tom Clancy, embora haja muitos desvios. Ao longo de dois anos, os roteiros básicos foram sendo reescritos por três escritores e a trama começou acompanhando o livro e foi se distanciando conforme o filme foi adicionando mais ação, mas ainda assim mantendo a essência da história. Entre as diferenças notáveis estão as motivações do Capitão Ramius, a tensão entre os Estados Unidos e a União Soviética, a batalha naval constante da Marinha Soviética atrás do Outubro Vermelho e linha do tempo compactada para caber nas duas horas do filme. Outras diferenças incluem o Outubro Vermelho subindo o rio Penobscot no Maine até a doca seca; a omissão da força-tarefa da Marinha Real britânica incluindo o tempo de Jack Ryan a bordo do HMS Invincible; e a morte de Borodin em vez de Kamarov. Para seguir o padrão americano de moralidade, o submarino V. K. Konovalov é acidentalmente destruído por seu próprio torpedo por causa da arrogância do Capitão Tupolev (interpretado por Stellan Skarsgård), em vez de ser abalroado pelo Outubro Vermelho, com a explosão planejada do USS Ethan Allen como subterfúgio. Jack Ryan não embarca no USS Dallas no livro, mas isto é incluído no filme para o benefício dos conflitos pessoais entre Ryan e o Comandante Mancuso.

### Escolha do elenco

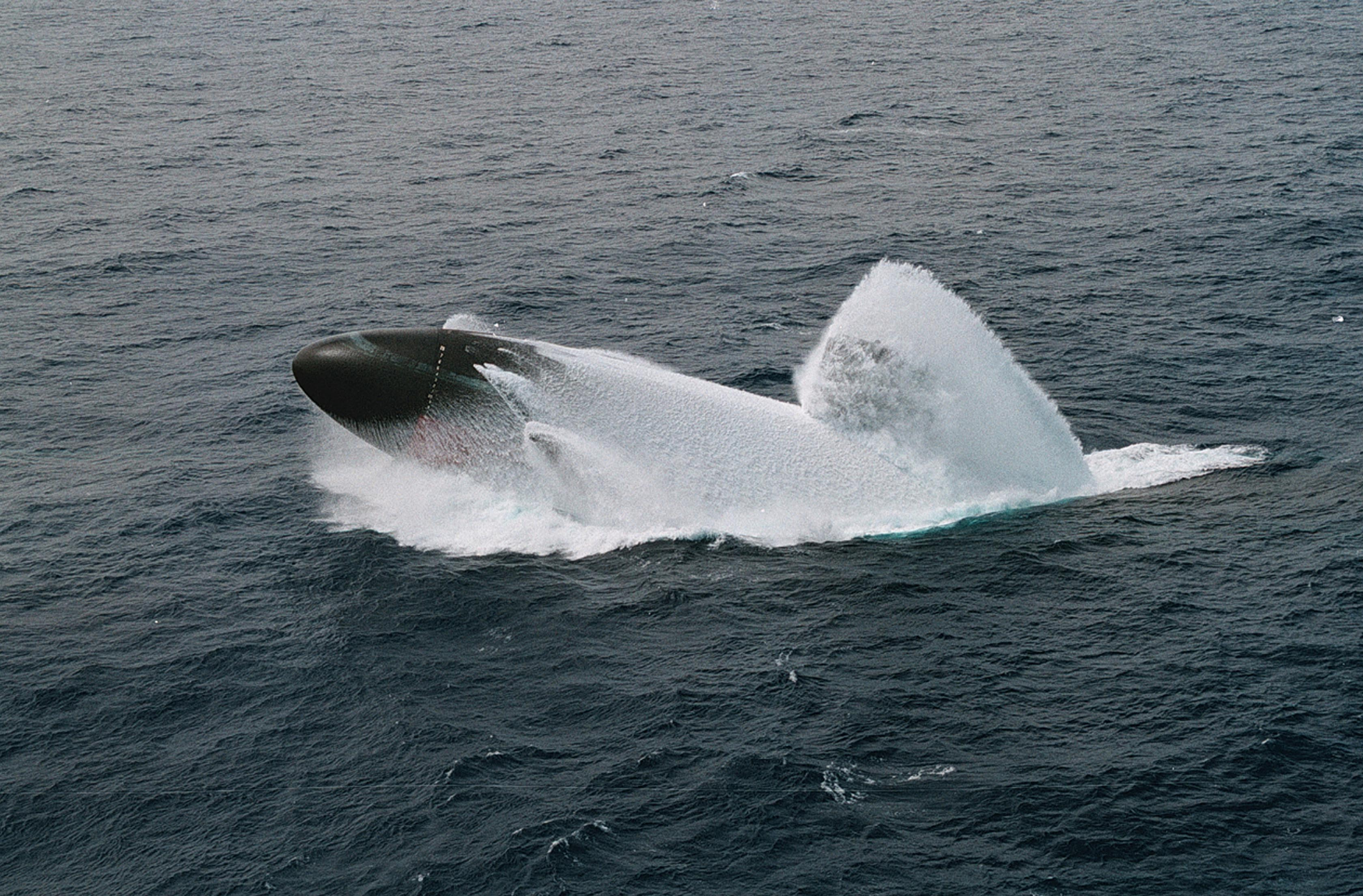
O USS Columbus (SSN 762) realizando um golpe de emersão de emergência.

Os atores Kevin Costner e Klaus Maria Brandauer foram inicialmente convidados para interpretar os papéis de Jack Ryan e Marko Ramius. Kevin Costner declinou a oferta para estrelar e dirigir o filme Danças com Lobos, que levou três estatuetas do Óscar. O papel de Jack Ryan foi oferecido a Harrison Ford, que o considerou muito carente de presença em comparação com Marko Ramius. Ford acabaria interpretando o personagem Jack Ryan nas duas adaptações seguintes dos romances de Tom Clancy, Jogos Patrióticos (1992) e Perigo Real e Imediato (1994). Ele também interpretaria um capitão de submarino soviético em K-19: The Widowmaker (2002).
Alguns membros do elenco principal tinham serviço militar anterior, que eles usaram para seus papéis. Sean Connery serviu na Marinha Real, Scott Glenn no Corpo de Fuzileiros Navais dos Estados Unidos e James Earl Jones no Exército dos Estados Unidos. Baldwin e Glenn passaram um tempo em um submarino da classe Los Angeles, onde Baldwin foi treinado para dirigir um submarino de ataque. Alguns figurantes retratando a tripulação do Dallas era submarinistas da ativa, incluindo o piloto do mini-submarino DSRV, o Tenente-Comandante George Billy. Submarinistas do San Diego foram escalados como figurantes porque era mais fácil contratá-los do que treinar atores. A tripulação do USS La Jolla, incluindo o Tenente Mark Draxton, tirou licença para participar das filmagens. De acordo com um artigo no Sea Classics, pelo menos dois marinheiros da Frota do Atlântico, sediada em Dallas, tiraram licença e participaram das filmagens apoiadas pela Frota do Pacífico. A equipe do Houston chamou sua programação de filmagens de um mês de "Caça às Operações Vermelhas" (em inglês:  Hunt for Red Ops). O Houston fez mais de 40 golpes de emersão de emergência para ensaios e para as câmeras.

## Música
A trilha sonora de Caçada ao Outubro Vermelho foi composta e conduzida por Basil Poledouris. Um álbum de trilha sonora composto por dez melodias foi lançado em 12 de junho de 1990. O álbum não contém alguns momentos musicais presentes no filme, incluindo a cena em que a tripulação do Outubro Vermelho canta o hino nacional soviético. A trilha sonora é limitada porque foi originalmente compilada para caber no cassete compacto. Mais tarde, foi remasterizado para o CD. Uma versão expandida foi lançada no final de 2013 pela Intrada Records, que apresenta 40 minutos adicionais da trilha sonora, incluindo os títulos finais até então inéditos.

### Lista de faixas da trilha sonora
| N.º | Título                             | Duração |  |
| 1.  | "Hymn to Red October (Main Title)" | 05:08   |  |
| 2.  | "Nuclear Scam"                     | 07:18   |  |
| 3.  | "Putin's Demise"                   | 00:55   |  |
| 4.  | "Course Two-Five-Zero"             | 00:22   |  |
| 5.  | "Ancesteral Aid"                   | 02:15   |  |
| 6.  | "Chopper"                          | 02:55   |  |
| 7.  | "Two Wives"                        | 02:42   |  |
| 8.  | "Red Route I"                      | 03:30   |  |
| 9.  | "Plane Crash"                      | 01:50   |  |
| 10. | "Kaboom!!!"                        | 03:15   |  |

## Lançamento
A Caçada ao Outubro Vermelho estreou em 2 de março de 1990 nos Estados Unidos, sendo um sucesso imediato e permanecendo como o filme mais assistido pelas três semanas seguintes. Um lançamento em VHS widescreen estreou em 10 de setembro de 1996. Para comemorar o 30º aniversário, a Paramount Home Entertainment lançou uma versão 4K Steelbook + Blu-ray+Digital do filme.

## Recepção

Sean Connery e Alec Baldwin na plataforma usada para simular o compartimento de manobra do submarino Outubro Vermelho.

### Bilheteria
A Caçada ao Outubro Vermelho foi um sucesso de bilheteria. O filme estreou em 1.225 cinemas em 2 de março de 1990 nos Estados Unidos, arrecadando US$ 17 milhões em seu fim de semana de estreia, mais da metade de seu orçamento. O filme estreou em primeiro lugar nas bilheterias americanas e permaneceu no topo por três semanas. Sua inauguração foi o 20º maior fim de semana de todos os tempos e o maior fim de semana fora do verão e fora do feriado de Ação de Graças até hoje. O filme arrecadaria US$ 122.012.643 na América do Norte, com um total mundial de US$ 200.512.643.

### Resposta crítica
A Caçada ao Outubro Vermelho foi bem recebido. No Rotten Tomatoes o filme tem uma taxa de aprovação de 88% com base em 76 avaliações, com uma classificação média de 7,70/10. O consenso do site afirma: "Com um elenco perfeito e repleto de suspense, A Caçada ao Outubro Vermelho é um thriller submarino à moda antiga, com muito poder de fogo de sobra." No Metacritic, o filme tem uma pontuação média ponderada de 58 de 100, com base em 17 críticos, indicando "visualizações mistas ou médias". O público pesquisado pelo CinemaScore deu ao filme uma nota média de "A" em uma escala de A+ a F.
Roger Ebert deu ao filme três estrelas e meia de quatro, chamando-o de "um filme habilidoso e eficiente que nos envolve no jogo inteligente e enganoso que está sendo jogado", enquanto Gene Siskel comentou sobre a conquista técnica do filme e a representação convincente de Jack Ryan por Alec Baldwin. Nick Schager, da crítica da revista Slant, observou: "A Caçada ao Outubro Vermelho é uma história emocionante, de manter na borda do seu assento, que resistiu admiravelmente ao teste do tempo". Em contraste, David Ansen, da Newsweek, escreveu: "Mas é no nível visceral que Red October decepciona. Esta máquina mais suave e impressionantemente montada é curiosamente desinteressante. Como uma chaleira cheia demais, demora muito para ferver". Vincent Canby, escrevendo para o The New York Times, opinou que "os personagens, assim como o hardware letal, são simplesmente funções da trama, que neste caso parece ser muito mais complexa do que realmente é". A revista Variety elogiou o filme, o chamando de uma "história de aventura fantástica" cuidadosamente adaptada do livro de Tom Clancy:

"Sean Connery está esplêndido como o renegado capitão do submarino nuclear soviético perseguido pelo analista da CIA, Alec Baldwin, e pelas frotas de ambas as superpotências enquanto ele se dirige para a costa do Maine."

## Prêmios
| Prêmio     | Categoria                  | Recipiente                                                              | Resultado | Ref.   |
| ---------- | -------------------------- | ----------------------------------------------------------------------- | --------- | ------ |
| Oscar 1991 | Melhores efeitos sonoros   | Cecelia Hall, George Watters II                                         | Venceu    | [ 44 ] |
| Oscar 1991 | Melhor som                 | Richard Bryce Goodman, Richard Overton, Kevin F. Cleary, Don J. Bassman | Indicado  | [ 44 ] |
| Oscar 1991 | Melhor montagem            | Dennis Virkler, John Wright                                             | Indicado  | [ 44 ] |
| BAFTA 1991 | Melhor Ator                | Sean Connery                                                            | Indicado  | [ 45 ] |
| BAFTA 1991 | Melhor Desenho de Produção | Terence Marsh                                                           | Indicado  | [ 45 ] |
| BAFTA 1991 | Melhor Som                 | Cecelia Hall, George Watters II, Richard Bryce Goodman, Don J. Bassman  | Indicado  | [ 45 ] |